# William Lane Craig
William Lane Craig, född 23 augusti 1949 i Peoria, Illinois, är en amerikansk filosof och teolog som i debatter försvarar den kristna tron. Han är främst verksam som religions- och vetenskapsfilosof. 
Craig är professor i filosofi vid Talboot School of Theology. Han avlade filosofie doktorsexamen vid universitetet i Birmingham 1977. Han har teologie doktorsgrad från Universitet i München (1984) med Wolfhart Pannenberg som vägledare och en avhandling om  Jesu historiska uppståndelse. Under åren 1987-1994 var Craig verksam vid Katholieke Universiteit Leuven i Belgien. 
Inom vetenskapsfilosofin är Craigs specialitet tiden och dess filosofiska aspekter; han försvarar A-teorin kring tiden. Inom teologin förknippas Craig, utöver sitt arbete om Jesu uppståndelse, till läran om middle knowledge som han flitigt försvarar.

## Gudsbevis
Craig är känd för sin nyformulering av Kalams kosmologiska Gudsbevis enligt:
- Premiss 1: Allt som börjar existera har en orsak.
- Premiss 2: Universum började existera.
- Slutsats: Universum har en orsak.

Craig söker stöd för kalam-argumentet i den moderna vetenskapen och specifikt Big Bang-teorin. 
Premiss 1: Filosofiskt försvaras detta argument främst genom att visa att en faktiskt oändlighet inte kan existera i verkligheten.
Premiss 2: Denna premiss går in i Big Bang-teorin och de filosofiska aspekterna på kvantmekaniken.  
I boken Atheism, Theism and Big-Bang Cosmology använder sig Quentin Smith kvantmekaniken för att attackera premiss 1. Craig menar att kvantmekaniken är spontan, men inte orsakslös då den förutsätter energi för sina spontanfluktationer; Tar man bort energin ur vakuum kan ingenting hända. Detta samt att premiss 1 kräver att tid existerar då det bygger på orsakssamband i formen "handling-effekt". Tid fanns inte innan universums början, vilket innebär att logik som innefattar "före och efter" blir ogiltig. 
Argumentet debatteras fortfarande livligt inom den analytiska religionsfilosofin.

## Debatter
Det finns ett antal välkända debatter som Craig medverkat vid. Ett flertal debatter har han haft med den välkände ateistiske filosofen Quentin Smith. Än mer känd är debatten mot Antony Flew, som finns som bok under namnet Does God exist?. Han har även debatterat med Frank Zindler, Christopher Hitchens, Sam Harris och Sean M. Carroll. 
När det gäller mer teologiska debatter som blivit klassiker finns här: Will the real Jesus please stand up?, som är en debatt mellan Craig och Jesusseminariets främste förespråkare John Dominic Crossan, om Jesu uppståndelse. Han har även publicerat en debatt mot den tyske liberalteologen Gerd Lüdemann, med titeln The Resurrection: Fact or Figment?, samt den agnostiske religionsvetaren Bart D. Ehrman.

## Böcker utgivna på svenska
- 2009 – Inga enkla frågor ISBN 9789186415006
- 2012 – Till trons försvar ISBN 9789186415068